# Epirrhoe commixta
Epirrhoe commixta là một loài bướm đêm trong họ Geometridae.